# Іштван Раковскі
І́штван Ра́ковскі (угор. Nagyrákói és nagyselmeci idősebb Rakovszky István; *18 червня 1858, Відень, Австро-Угорщина — †12 серпня 1931, Будапешт, Королівство Угорщина) — угорський державний діяч, призначений королем Карлом IV прем'єр міністром так званого Уряду противників (1921).

## Біографія

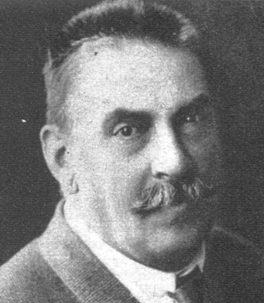
Іштван Раковскі

Народився у Відні, в аристократичній родині. Вивчав право в Братиславі, потім поступив на службу в австро-угорську армію, але незабаром змушений був демобілізуватися через хворобу. Після лікування у Венеції оселився в своєму маєтку поблизу Ліптовська Штявніци.
Взяв участь у створенні Католицької народної партії (1895) і з 1903 займав пост заступника її голови. Став відомим політиком після Католицького конгресу 1896, де він проголошував соціальні цілі християнської політики. Належав до консервативно-феодального крила католицьких політичних рухів.
З 1896 по 1918 рр. обирався членом Палати представників, а з 1918 по 1926 — Членом Сейму Угорщини. Був одним з найбільш активних представників на пленарних засіданнях. Від імені своєї партії в лютому 1899 підписав угоду між в опозицією і прем'єр-міністром Кальманом Селем.
У 1905-1910 рр займав пост віце-спікера Палати представників. У період Угорського конституційної кризи (1903–1907) входив до складу керівного коаліційної комітету. Критикував програму уряду Шандора Векерле.
У 1907 р. був призначений імператором на посаду таємного радника. У 1908 р. був обраний головою угорської Католицької ліги. На першому засіданні Національних зборів (1908) зажадав поновлення церковних політичних законів в консервативному напрямку.
Під час Першої світової війни воював на російському та італійському фронтах, одночасно брав участь в роботі Палати представників. Увійшов до складу трійки так званої контрольної комісії опозиції для аналізу дій уряду. Однак це нововведення провалилося через небажання міністрів ділити з ким-небудь свої повноваження.
29 жовтня 1918 року був призначений міністром з королівських справ, проте вже через два дні спалахнула революція і влада перейшла в руки Національної ради. Протягом перехідного періоду політик ненадовго вийшов у відставку.
З осені 1919 р. представляв християнський національний рух. У 1920 р. був обраний в Національні Збори від Християнської національної об'єднаної партії (KNEP).
У 1920-1921 рр. був головою Національних зборів Угорщини. На цій посаді мав багато зіткнень з урядом Іштвана Бетлена і представниками Незалежної партії дрібних господарів. Внаслідок наростаючих протиріч 30 липня 1921 р. подав у відставку. Після цього став гострим критиком уряду, восени 1921 року пережив замах, коли на парламентське засідання увірвався загін офіцерів і намагався його вбити.
У жовтні того ж року приєднався до короля Карла IV, де той сформував Уряд супротивників на чолі з Раковські. Після поразки роялістів був заарештований і інтернований разом з королівською парою в Тіхані.
Після повалення Габсбургів, зі своїми прихильниками вийшов з партії KNEP і став одним із засновників Національної селянської і громадянської партії (1922), більш відомої як партія Андраші. Виступав з різкою критикою правлячого кабінету міністрів.
У 1926 році ухвалив рішення про відхід з політики, пропрацювавши членом Національних Зборів протягом майже 30 років.